# 枕草紙旁註
『枕草紙旁註』（まくらのそうしぼうちゅう）とは、江戸時代に書かれた『枕草子』の注釈書。全十二巻、岡西惟中の著。『清少納言旁註』、『枕草紙拾穂抄』とも。

## 解説
天和元年（1681年）11月の刊行。底本は能因本系統で慶安ごろ刊行の古活字本。注の内容は加藤磐斎著『清少納言枕草紙抄』の影響を強く受けたもので、本文は十一巻で図式一巻を加えて十二巻とする。

## 刊行本
- 室松岩雄編　『国文註釈全書』第四巻　國學院大學出版部、1910年
- 『枕草紙傍註』（『日本文学古註釈大成　枕草子古註釈大成』）　日本図書センター、1978年